# Anders Ehnmark
För andra betydelser, se Ehnmark.
Anders Jacob Ehnmark, född 2 juni 1931 i Linköping, död 29 mars 2019, var en svensk författare och journalist.
Han avlade filosofie kandidatexamen vid Uppsala universitet 1960 och skrev för Expressen 1956–1972. Han var filosofie hedersdoktor vid Göteborgs universitet från 1992 och hedersledamot vid Södermanlands-Nerikes nation från 1988. Ehnmark tilldelades Övralidspriset 2002.
Ehnmark var tillsammans med Jan Myrdal med vid bildandet av Folket i Bild/Kulturfront 1971. Han satt senare med i tidskriften Moderna tiders redaktionsråd och medverkade regelbundet i tidningen. Själva uppslaget om att skapa en tidning i Sverige som Moderna Tider var ursprungligen hans.   Ehnmark tog i början av 1970-talet anställning på tidningen Norrskensflamman men blev medlem i VPK först på 1980-talet. Han var vpk:s representant i yttrandefrihetskommittén. 
När Ehnmark 1995 blev kolumnist i Expressen beskrevs han av tidningen såsom ”berömd för att i årtionden ha gett vänstern ett ansikte – och aldrig funderat på en plastikoperation”.
Han gifte sig 1957 med Birgitta Wettergren och var därefter från 1976 fram till sin död 2019 gift med journalisten Annika Hagström. Ehnmark är gravsatt i minneslunden på Kungsholms kyrkogård i Stockholm.

## Priser och utmärkelser
- 1970 – Litteraturfrämjandets stipendiat
- 1992 – Filosofie hedersdoktor vid Göteborgs universitet
- 1998 – John Landquists pris
- 2002 – Övralidspriset
- 2010 – Svenska Akademiens essäpris